# Панцерлакс
Панцерлакс — единственный сохранившийся бастион Рогатой крепости в Выборге. Расположен в старой части города, на ограниченном Ленинградским проспектом и Выборгской и Ладанова улицами участке. 

## История
Бастион возведён в 1579—1580 годах в качестве важнейшего элемента в системе построенных во второй половине XVI века на побережье Выборгского залива крепостных сооружений. Очертания новых укреплений напоминали рога животного, поэтому пристроенную к Каменному городу крепость стали называть Рогатой. А оборонявший правый фланг крепости «рог» получил название Панцерлакс (швед. panzer, pantsar «панцирь» + фин. lahti «залив»). На фасах остроугольного бастиона были установлены пушки. Шесть бойниц, расположенных в три яруса, предназначались для ведения огня вдоль юго-восточной куртины крепости.
Большую роль в системе укреплений играл каземат в левом фланке бастиона высотой 10 м, толщиной внешней стены у основания — 3,5 м, а на верхнем ярусе — 2 м. Четырёхъярусное сооружение в XVI—XVIII вв. предназначалось для размещения артиллерии (на трёх внутренних ярусах, разделённых деревянными перекрытиями, и на крыше). На засыпанной землёй бревёнчатой крыше за земляным бруствером на деревянном настиле стояли пушки. На уровне нижнего яруса каземата был сложен сводчатый проход — сортия, который использовался по назначению вплоть до середины XIX века, после чего внешние ворота были заложены кирпичом.

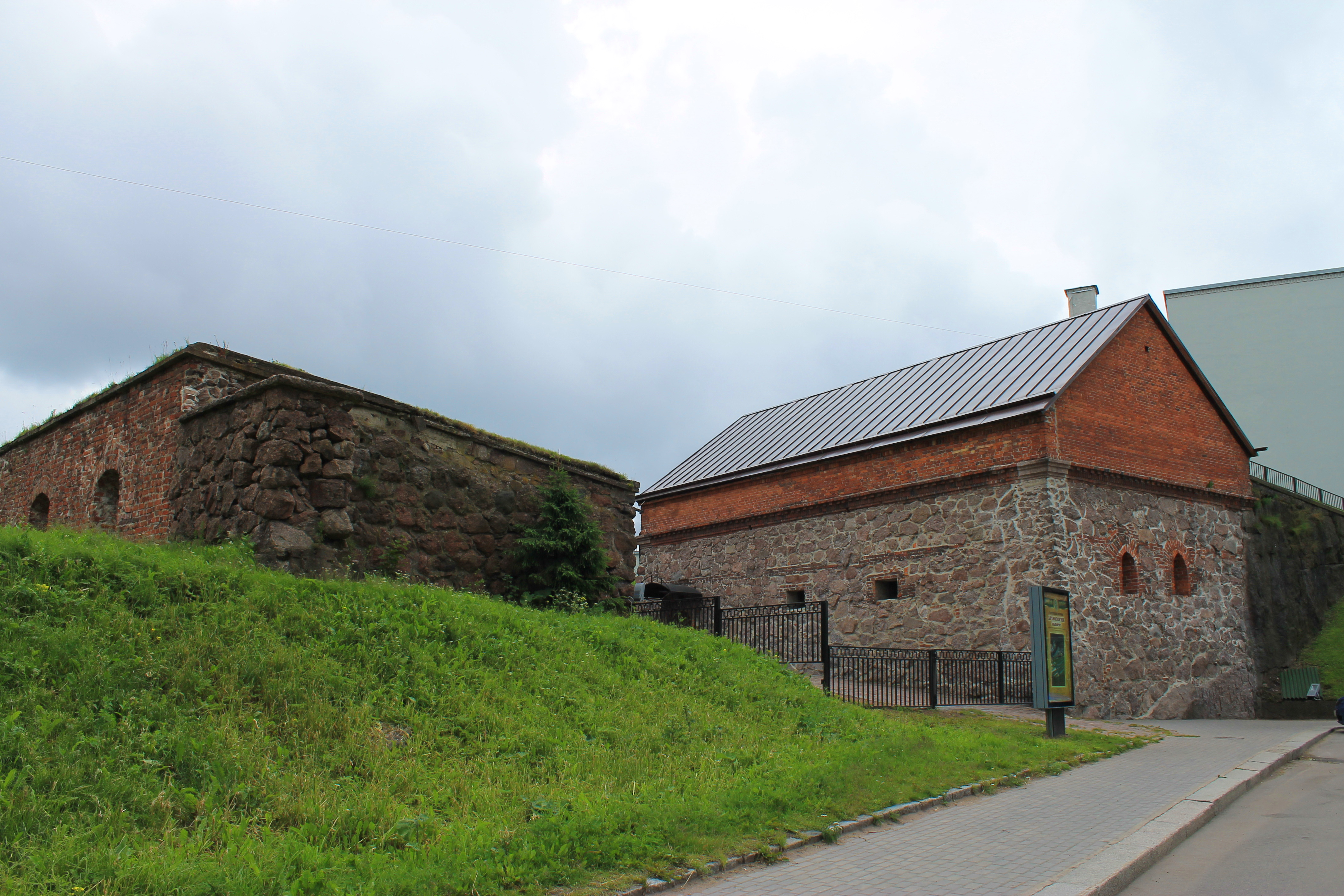
Пороховой погреб

При императрице Екатерине II бастион был отремонтирован. В 1782 году к крепостным сооружениям был пристроен новый пороховой погреб. В дальнейшем, с разрастанием города, бастион постепенно утратил оборонное значение. Поблизости появились промышленные и жилые здания; новый городской район у бастиона также стал называться Панцерлакс. В 1860-х годах сооружения Рогатой крепости, мешавшие развитию городской застройки, были разобраны, однако бастион Панцерлакс сохранили. В то время как Выборгский замок находился в руинах, крепостной флаг поднимался на Панцерлаксе. 
В начале XX века бастион перешёл от военного ведомства гражданским властям и использован в качестве фундамента для возведения здания городского художественного музея и школы искусств (1930). Тогда же пороховой погреб приспособили под художественные мастерские. В 1927 и в 1930-х годах в бастионе проводились реставрационные работы, однако казематы бастиона длительное время не имели практического применения. В 1980-х годах по проекту архитектора И. А. Хаустовой снова была проведена реставрация, и в 1988 году в бывшем пороховом погребе открылось кафе.
С 2010 года в здании музея и школы искусств размещается музейный центр «Эрмитаж-Выборг», под экспозиции которого переданы и помещения бастиона. С 2013 года в пороховом погребе размещается экспозиция, посвящённая городской археологии, а с 2018 года в качестве музейного объекта открыт для посетителей и каземат в левом фланке бастиона.